# Hydroxypropylcellulose
Hydroxypropylcellulose (HPC) ist ein Sammelbegriff für Celluloseether (Derivate der Cellulose) bei denen ein Teil der Hydroxygruppen als Ether mit Hydroxypropyl-Gruppen verknüpft sind. In Europa ist Hydroxypropylcellulose als Lebensmittelzusatzstoff unter der E-Nummer E 463 zugelassen.

## Herstellung
Bei der Herstellung von Hydroxypropylcellulose wird bei Cellulose in einer Polymeranalogen Reaktion ein Teil der Hydroxygruppen zunächst mit Alkalihydroxid umgesetzt und dann mit Propylenoxid in Hydroxypropylgruppen überführt. Neben den OH-Gruppen der Cellulose werden auch die entstehenden OH-Gruppen der Propylgruppen umgesetzt, sodass auch Polyetherketten entstehen. Auf diese Weise kann der Substitutionsgrad über den eigentlich theoretisch möglichen steigen. Bei der Umsetzung bleibt die ursprüngliche Cellulose-Struktur erhalten.

## Eigenschaften/Verwendung
Hydroxypropylcellulose ist sowohl in Wasser als auch in organischen Lösemitteln löslich. In wässrigen Lösungen werden die Viskosität stark erhöht und die Oberflächenspannung aufgrund der oberflächenaktiven Eigenschaften reduziert, wobei die Viskositätserhöhungen deutlich von der Molmasse der eingesetzten HPC abhängt. Diese Lösungen sind pH-stabil – die Viskosität ändert sich zwischen pH 2 und 11 nicht. HPC ist in kaltem bis lauwarmem Wasser löslich. Beim Erwärmen über die Kritische Lösungstemperatur von etwa 48 °C nimmt die Löslichkeit stark ab und eine zunächst klare Lösung trübt sich ein und je nach Konzentration kann es zu Ausflockungen kommen. Dieser Vorgang ist reversibel und beim Abkühlen löst sich die HPC wieder auf. HPC gehört somit zu den thermoresponsiven Polymeren. Dieser Effekt, der auch bei Polyethylenglykolen und Polypropylenglykolen auftritt, erklärt sich so, dass ab einer bestimmten Temperatur die Wasserstoffbrückenbindungen zwischen den PEG-Ketten und Wasser brechen und das Polymer so hydrophober wird. Durch Zusatz von Ethanol oder Methanol erhöht sich die Flockungstemperatur, durch Zugabe von Salzen verringert sich die Löslichkeit (Aussalzen). HPC ist thermoplastisch und kann wie thermoplastische Kunststoffe verarbeitet werden.
HPC wird unter anderem als pharmazeutischer Hilfsstoff, als Bindemittel für keramische Massen, für Überzüge und Klebstoffe, in Kosmetikartikeln, in Drucktinten und in der Polymerisationstechnik (Herstellung von Suspensions-Polyvinylchlorid) verwendet. In Lebensmitteln wird es als Stabilisator, Schutzschicht und Glanzüberzug eingesetzt.